# برند استنلی
استنلی برند آمریکایی محفظه‌های نگهدارنده مواد خوراکی و نوشیدنی می‌باشد که توسط ویلیام استنلی اختراع شده‌است.